# ジェームズ・マコーネル
ジェームズ・マコーネル（James McConnell, 2004年9月13日 - ）は、イングランドのノーサンバーランド州モーペス出身のプロサッカー選手。リヴァプールFC所属。ポジションはMF。

## 経歴
マコーネルはU15でサンダーランドからリバプールに加入。2021-22シーズンまでに16歳でリバプールU18でプレーを始め、レギュラーとして活躍。  17歳の誕生日の直後にはクラブとプロ契約を結んだ。 その後、リヴァプールとの長期契約に合意したため、契約期間は2022年10月まで延長された。
2023年7月にシンガポールツアーに出場するリヴァプールの27人の選手に選出。 彼はシンガポールでの活躍でユルゲン・クロップから特に賞賛され、元選手やジャーナリストからも賞賛を受けた。 2023年8月12日には初めてリヴァプールのトップチームの出場メンバーに選ばれ、プレミアリーグのチェルシー戦でベンチ入りした。  2023年10月26日にはアンフィールドでトゥールーズに5-1で勝利した試合でUEFAヨーロッパリーグでのリヴァプールのトップチームデビューを果たした。 2023年11月12日にはプレミアリーグデビューを果たし、後半にドミニク・ソボスライとの途中交代選手として出場し、ホームでブレントフォードに3-0で勝利した。 
2024年1月28日にアンフィールドで行われたFAカップ4回戦のノリッジ・シティ戦ではリヴァプールでの初先発を果たし、カーティス・ジョーンズのゴールをアシストし、最終的に5-2で勝利に貢献した。 
2024年2月25日、ウェンブリー・スタジアムで行われた2024EFLカップ決勝でリヴァプールがチェルシーに1-0で勝利した際にはベンチから途中出場した。 
2025年1月29日のUEFAチャンピオンズリーグのPSVアイントホーフェン戦でリバプールの先発メンバーに選出。 

## 代表
2025年3月21日、マコーネルはU-20サッカーイングランド代表でU-20サッカーポルトガル代表との1-1の引き分け試合でデビューした。

## プレースタイル
当初は攻撃的MFだったマコーネルは、2023年夏にリバプールからジョーダン・ヘンダーソンとファビーニョが退団した後、ユルゲン・クロップとペップ・ラインダースの指導の下、守備的MFとしてプレーするように適応した。 

## 個人成績
2025年2月10日現在
| クラブ       | シーズン | リーグ         | リーグ | リーグ | FAカップ | FAカップ | EFLカップ | EFLカップ | UEFA主要大会 | UEFA主要大会 | その他 | その他 | 計   | 計     |
| クラブ       | シーズン | ディビジョン   | 出場   | ゴール | 出場     | ゴール   | 出場      | ゴール    | 出場         | ゴール       | 出場   | ゴール | 出場 | ゴール |
| ------------ | -------- | -------------- | ------ | ------ | -------- | -------- | --------- | --------- | ------------ | ------------ | ------ | ------ | ---- | ------ |
| リヴァプール | 23-24    | プレミアリーグ | 3      | 0      | 2        | 0        | 1         | 0         | 3            | 0            | 3      | 0      | 12   | 0      |
| リヴァプール | 24-25    | プレミアリーグ | 0      | 0      | 2        | 0        | 1         | 0         | 1            | 0            | —      | —      | 4    | 0      |
| 計           | 計       | 計             | 3      | 0      | 4        | 0        | 2         | 0         | 4            | 0            | 3      | 0      | 16   | 0      |

## タイトル
リヴァプール
- EFLカップ:2023–24;[16] Runner-up:2024–25 EFLカップ[17]